# Klukowo (przystanek kolejowy)
Klukowo – dawny przystanek kolejowy Polskich Kolei Państwowych w Gdańsku, w dzielnicy Matarnia.